# 动物园站 (南宁市)
动物园站是南宁轨道交通1号线的地铁车站，位于中华人民共和国广西壮族自治区南宁市西乡塘区大学东路地下。该站在2016年12月28日南宁轨道交通1号线西段通车时开放载客，设有3个出入口和1个岛式站台。

## 设施

### 结构
动物园站设有2层，地面为出入口，地下一层为站厅，地下二层为1号线月台（往石埠／火车东站）的位置。
| 地面     | 出入口                    | 出入口                   |
| 地下一层 | 大堂                      | 客服中心、商店、自助服務 |
| 地下二层 |                           | █ 1号线列車往石埠方向    |
| 地下二层 | 島式月台                  |                          |
| 地下二层 | █ 1号线列車往火车东站方向 |                          |

### 出入口
动物园站形似狹長的方形，設有3個出入口，其中C出入口设有无障碍电梯。
| 出口編號            | 建議前往的目的地                                                                 | 照片 |
| ------------------- | -------------------------------------------------------------------------------- | ---- |
| B出入口             | 大学东路、大化路、大化幼儿园、颐华居小区                                         |      |
| C出入口             | 大学东路、南宁动物园                                                             |      |
| D出入口             | 大学东路、科园大道、南宁中心血站、南宁市第三十五中学、广西高新产业技术产业开发区 |      |
| 注： 設有无障碍电梯 |                                                                                  |      |

## 服务及接驳公交
地铁1号线工作日高峰时段7∶30至9∶00、17∶30至19∶30、节假日行车间隔为6分30秒，工作日的其余时段行车间隔为7分钟。

从动物园站开往火车东站的首班车在每天上午6时30分开出，末班车在每天晚上22时44分开出；开往石埠站的首班车在每天上午6时54分开出，而末班车则在每天晚上23时09分开出。
乘客可在本站周围换乘南宁公交4、33、53、54、58、66、76、204、207、222、604、605、K1等13条线路。